# Palazzo Dudley

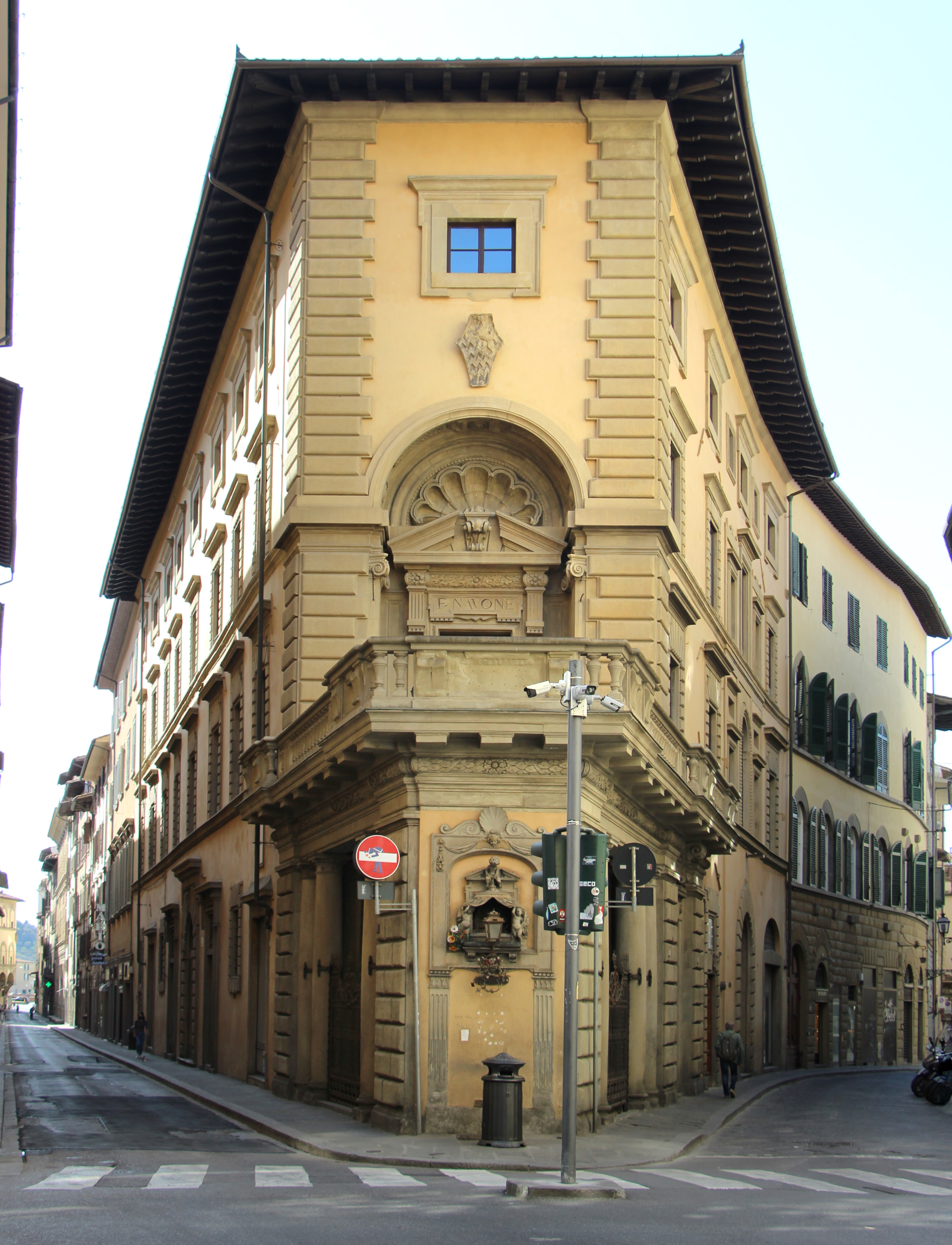
Fachada do Palazzo Dudley.

O Palazzo Dudley é um palácio de Florença, situado num gaveto, com a forma duma cunha. Possui duas fachadas, uma voltada para a Via della Vigna Nuova e outra para a Via della Spada, com uma esquina sobre a Via dei Tornabuoni. 

## História e Arquitectura
O Palazzo Dudley foi construído, em 1613, sobre antigas casas dos Rucellai, por Sir Robert Dudley, intitulado Conde de Warwick, filho ilegítimo do favorito da Rainha Isabel I de Inglaterra, Robert Dudley, 1º Conde de Leicester.
Dudley, por razões políticas, exilou-se voluntariamente em Florença, onde conquistou a confiança, primeiro, de Fernando I e, depois, de Cosme II de Medici, ao ponto de lhe ser confiado o governo do Porto de Livorno e o encargo de construir o Molhe Mediceo (1608) e o Arsenal de San Rocco. Em Setembro de 1608, Dudley fez uma viagem ao longo da costa da Guiana e compôs um atlas geografico-marítimo, o Arcano del mare (1661). 
Robert Dudley faleceu em 1649 e foi sepultado na Chiesa di San Pancrazio (Igreja de São Pancrácio), em Florença. Depois do seu desaparecimento, o palácio passou de herdeiro em herdeiro.
No início do século XX, uma parte do edifício foi arrendada por Francesco Navone, um comerciante de bordados que necessitava duma sede de prestígio para o seu negócio. Em 1912, satisfeito com este palácio da Via Tornabuoni, decidiu comprá-lo e, talvez para criar um efeito de novidade, encarregou o arquitecto Alfonso Coppedé de "talhar" uma fatia na parte mais estreita do edifício, onde mandou abrir dois portais, que quase se assemelham a uma loggetta, e um majestoso balcão balaustrado no primeiro andar, onde se abre um soberbo portal timpanado entre um nicho encimado por um arco. Sobre a arquitrave do portal, uma letreiro claro, exibe ainda a inscrição "F. Navone". O brasão dos Rucellai, antigamente no primeiro andar do edifício, foi colocado acima do nicho, embora não tenha sido tocado o gracioso tabernáculo presente na Via dei Tornabuoni. 
Actualmente, o palácio é uma propriedade condominial e hospeda, no andar térreo, a boutique de Giorgio Armani. 

## Galeria de imagens do Palazzo Dudley

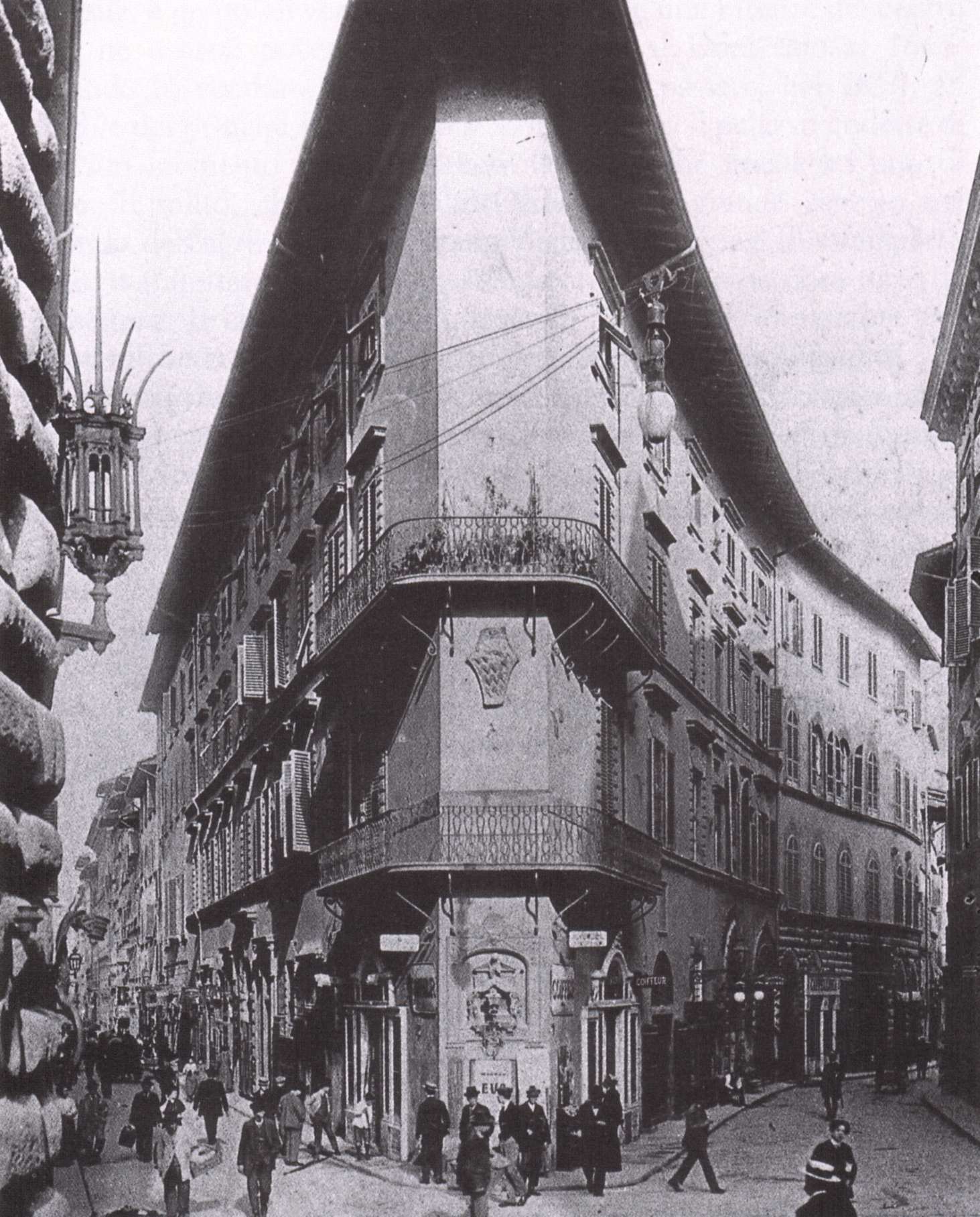
O Palazzo Dudley antes das intervenções novecentistas
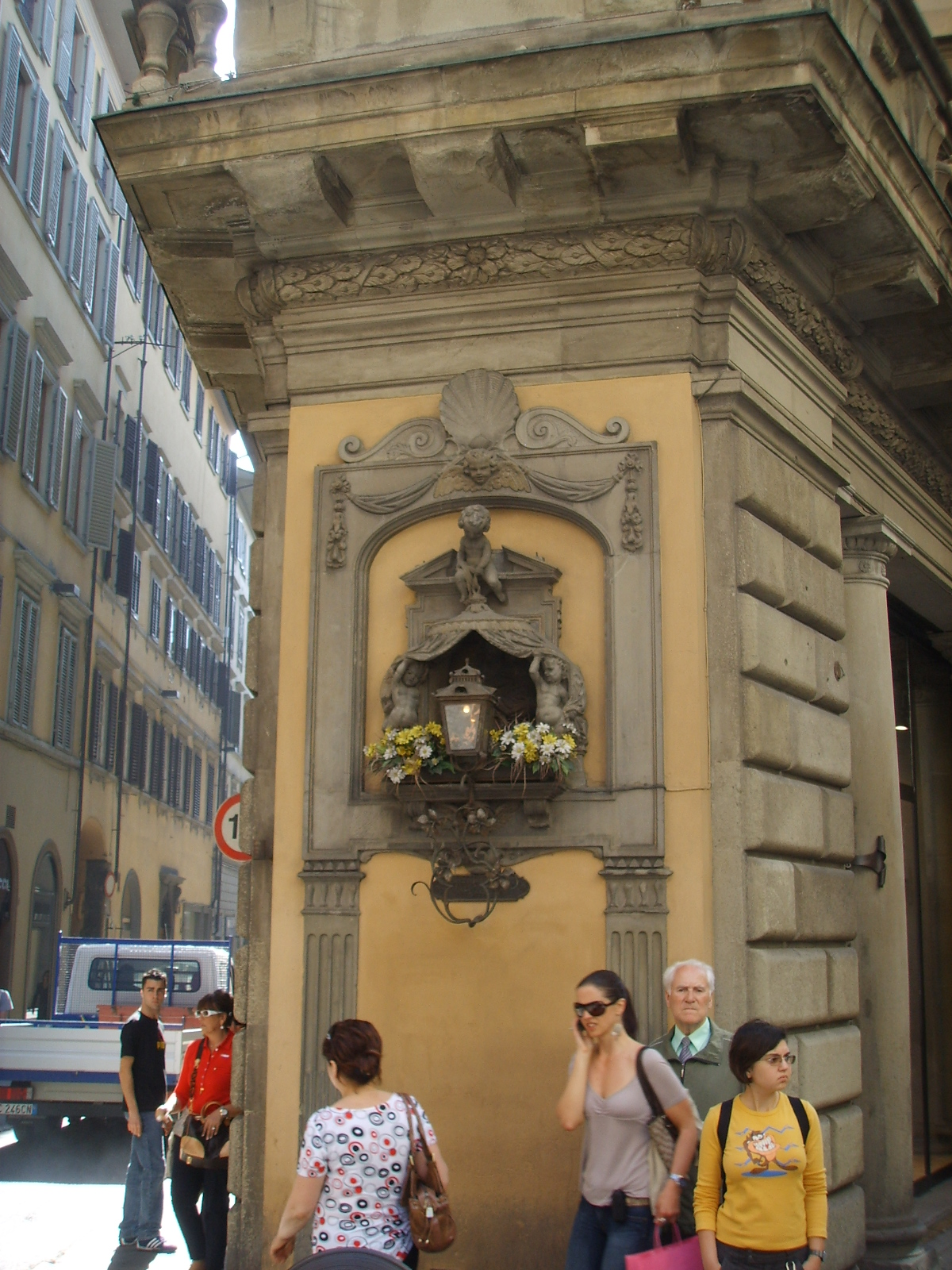
O tabernáculo
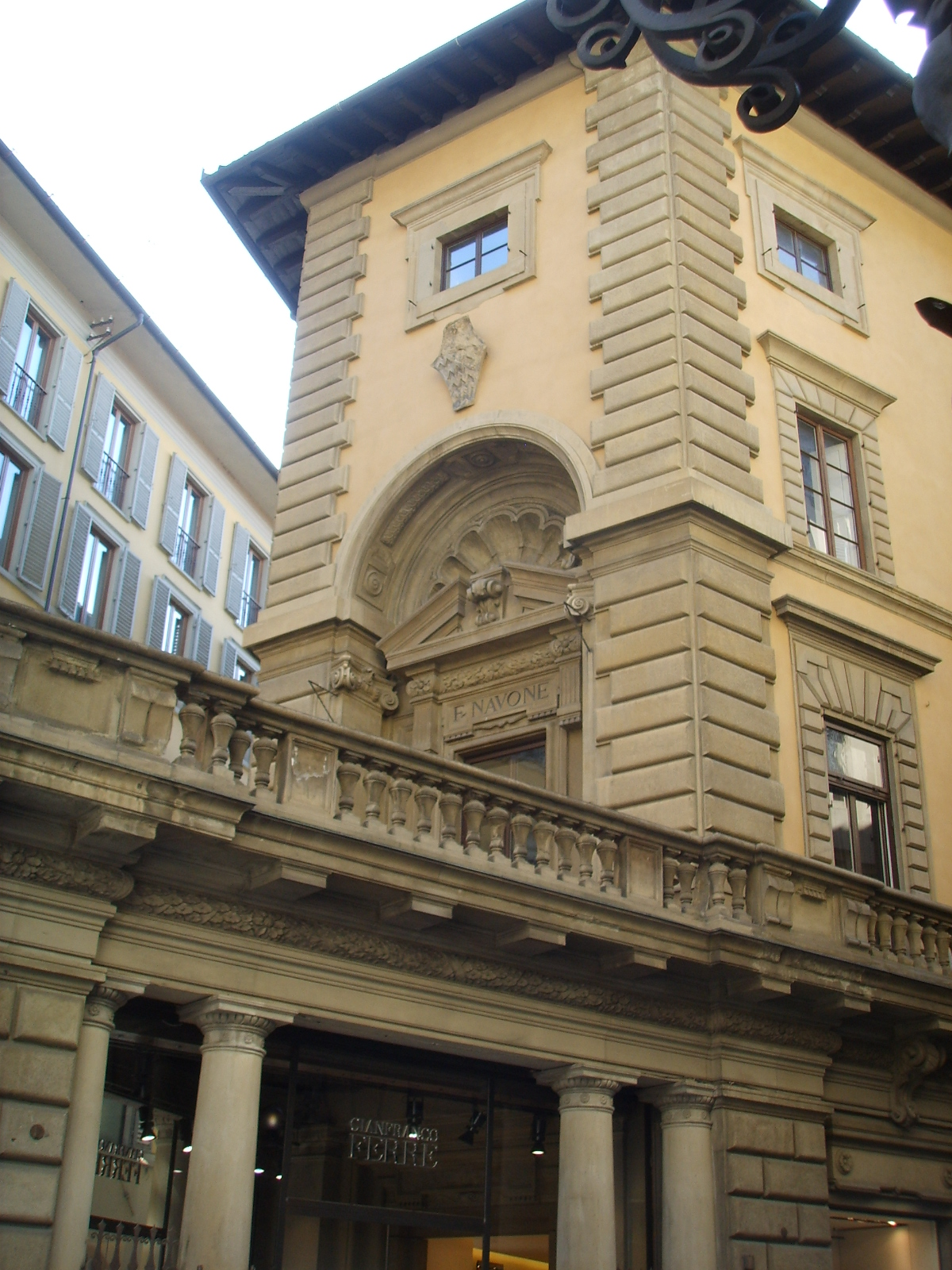
O balcão